# 혼 아롤드 로사노
혼 아롤드 로사노 프라도(스페인어: John Harold Lozano Prado, 1972년 3월 30일 ~ )는 콜롬비아의 전 축구 선수이다. 선수 시절 포지션은 수비형 미드필더였다.

## 클럽 경력
1991년부터 1994년까지 아메리카 데 칼리 소속으로 활동했으며 1995년에는 브라질의 파우메이라스로 이적했다. 1995년부터 1996년까지 멕시코의 클루브 아메리카에서 활동했고 1996년부터 2002년까지 스페인의 레알 바야돌리드에서 활동했다.
2002년부터 2003년까지 RCD 마요르카 소속으로 활약했으며 2003년에는 팀의 코파 델 레이 우승에 기여했다. 2003년부터 2004년까지 멕시코의 CF 파추카에서 활동한 이후에 은퇴했다.

## 국가대표 경력
1993년부터 2003년까지 콜롬비아 축구 국가대표팀 선수로 활약하면서 48경기에 출전했다. 3차례의 코파 아메리카(1993년, 1995년, 1999년), 2차례의 FIFA 월드컵(1994년, 1998년)에 참가했다.